# Cucullia platinea
Cucullia platinea là một loài bướm đêm trong họ Noctuidae.